# Rocamora (Argençola)
|  | Per a altres significats, vegeu «Castell de Rocamora». |

Rocamora, a vegades anomenat Rocamora d'Argençola, és un nucli de població del municipi d'Argençola, comarca de l'Anoia.
Està situat a la vall de Rocamora, a ponent d'Argençola, a la dreta del torrent del Molí citat el 1138. El 1360 tenia 18 focs. Era propietat del monestir de Montserrat. El 1857 s'incorporà al municipi d'Argençola. El padró del 2005 donava per a Rocamora un total de 8 habitants.

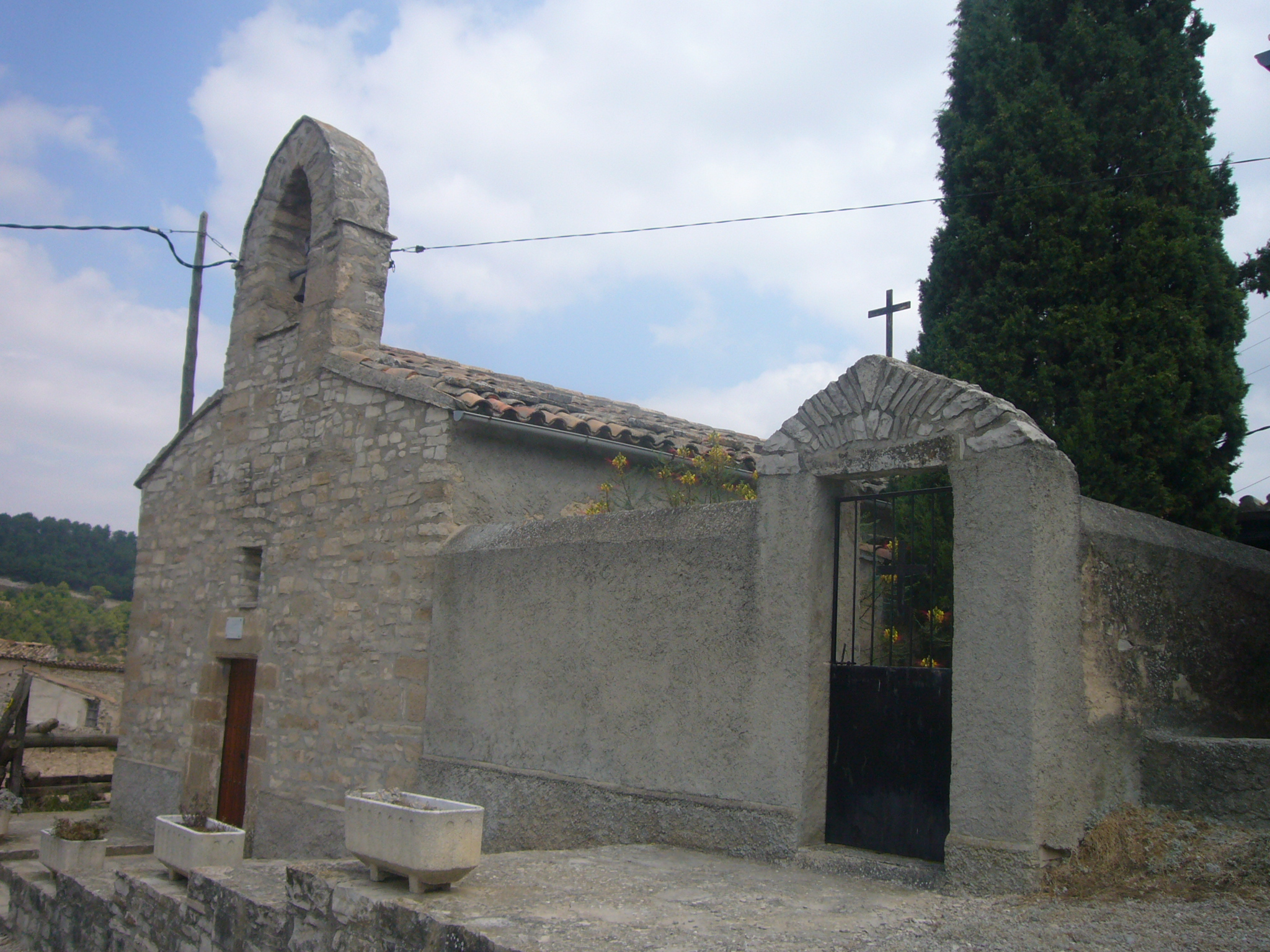
Capella de Sant Jaume de Rocamora d'Argençola

Prop de Rocamora, en un turó boscós, hi ha les restes d'una fortificació, coneguda com a Sant Jaume de Viladaspis, que podria correspondre a l'antic castell de Rocamora, poc documentat. Tenia planta rectangular i només es conserva una part del mur occidental. Sota la fortificació hi ha restes d'alguns habitatges. Prop seu possiblement hi havia la primitiva església de Sant Jaume, posteriorment traslladada al pla. L'accés és complicat, ja que no hi ha cap camí que hi condueixi.
Al poble hi ha la capella de Sant Jaume de Rocamora documentada des del segle xi. Fou parròquia independent fins al segle XV i després passà a ser sufragània de Bellmunt de Segarra a causa del despoblament del lloc. L'actual edifici sembla del segle xvii. La restauració de l'edifici fou inaugurada l'any 1991 pel bisbe de Solsona Antoni Deig. És una capella d'una sola nau, portal de llinda recta, amb motllura, i un campanar d'espadanya.